# Ataxia haitiensis
Ataxia haitiensis är en skalbaggsart som beskrevs av Fisher 1932. Ataxia haitiensis ingår i släktet Ataxia och familjen långhorningar.
Artens utbredningsområde är Haiti. Inga underarter finns listade.